# Virtuell jordglob
Virtuell jordglob är ett datorprogram som visualiserar jorden i tre dimensioner. Vanligt är att en virtuell jordglob kopplar samman kartor med satellitbilder och GIS-data samt presenterar det för användaren så denne med bland annat musen kan dra, rotera och zooma globen i alla riktningar. Data som visas är ofta samma som i liknande webbaserade kart- och satellitfototjänster, och funktionerna är ofta snarlika.